# Почётный знак Немецкого Красного Креста
Почётный знак Немецкого Красного Креста (нем. Ehrenzeichen des Deutschen Roten Kreuzes) — награда, основанная в 1922 году. Была заменена почётным знаком «За заботу о немецком народе» в 1939 году и вновь учреждена в нынешнем виде 8 мая 1953 года. Вручается немецким Красным Крестом.

## История
После окончания Первой мировой войны, согласно положениям Веймарской конституции (ст. 109), медали и знаки отличия более не могли вручаться государством. Однако Немецкий Красный Крест ощущал за собой особую обязанность поблагодарить в основном иностранных представителей Красного Креста за помощь в восстановлении после мировой войны путем вручения наград. После интенсивных консультаций с правительственными учреждениями, парламентскими партиями в Рейхстаге, подкреплённых отчётами, Немецкий Красный Крест на своем общем собрании в мае 1922 года учредил награду.